# 洛伦佐·赖特
洛伦佐·赖特（英語：Lorenzo Wright，1926年12月9日—1972年3月27日），美国男子田径运动员，主攻短跑。他曾代表美国参加1948年夏季奥林匹克运动会田径比赛，获得男子4×100米接力金牌。